# ロジャー・E・オルソン
ロジャー・ユージン・オルソン（Roger Eugene Olson、1952年2月2日 - ）は、アメリカ合衆国のバプテスト教会の神学者であり、ベイラー大学のキリスト教神学教授。